# 5 ديسمبر
- السبت
- الأحد
- الاثنين
- الثلاثاء
- الأربعاء
- الخميس
- الجمعة

- 298 جمادى الآخرة 1447  هـ
- 309 جمادى الآخرة 1447  هـ
- 110 جمادى الآخرة 1447  هـ
- 211 جمادى الآخرة 1447  هـ
- 312 جمادى الآخرة 1447  هـ
- 413 جمادى الآخرة 1447  هـ
- 514 جمادى الآخرة 1447  هـ
- 615 جمادى الآخرة 1447  هـ
- 716 جمادى الآخرة 1447  هـ
- 817 جمادى الآخرة 1447  هـ
- 918 جمادى الآخرة 1447  هـ
- 1019 جمادى الآخرة 1447  هـ
- 1120 جمادى الآخرة 1447  هـ
- 1221 جمادى الآخرة 1447  هـ
- 1322 جمادى الآخرة 1447  هـ
- 1423 جمادى الآخرة 1447  هـ
- 1524 جمادى الآخرة 1447  هـ
- 1625 جمادى الآخرة 1447  هـ
- 1726 جمادى الآخرة 1447  هـ
- 1827 جمادى الآخرة 1447  هـ
- 1928 جمادى الآخرة 1447  هـ
- 2029 جمادى الآخرة 1447  هـ
- 211 رجب 1447  هـ
- 222 رجب 1447  هـ
- 233 رجب 1447  هـ
- 244 رجب 1447  هـ
- 255 رجب 1447  هـ
- 266 رجب 1447  هـ
- 277 رجب 1447  هـ
- 288 رجب 1447  هـ
- 299 رجب 1447  هـ
- 3010 رجب 1447  هـ
- 3111 رجب 1447  هـ
- 112 رجب 1447  هـ
- 213 رجب 1447  هـ

5 ديسمبر أو 5 كانون الأوَّل أو يوم 5 \ 12 (اليوم الخامس من الشهر الثاني عشر) هو اليوم التاسع والثلاثين بعد الثلاثمائة (339) من السنة، أو الأربعين بعد الثلاثمائة (340) في السنوات الكبيسة، وفقًا للتقويم الميلادي الغربي (الغريغوري). يبقى بعده 26 يومًا على انتهاء السنة.

## أحداث
- 1033 - زلزال وادي الأردن المتصدع 1033
- 1242 - أبو أحمد عبد الله المستعصم بالله يتولى الخلافة في الدولة العباسية.
- 1492 - كريستوفر كولومبوس يصبح أول أوروبي تطأ قدمه جزيرة هيسبانيولا (هايتي الآن وجمهورية الدومينيكان).
- 1918 - المجاهد السوري صالح العلي يبدأ ثورة ضد القوات الفرنسية من معقله في الساحل السوري.
- 1931 - تدمير كاتدرائية المسيح المخلص في موسكو بأمر من جوزيف ستالين.
- 1936 - جمهوريات أرمينيا السوفييتية الاشتراكية وأذربيجان الاشتراكية وجورجيا السوفييتية الاشتراكية وقيرغيزستان يصبحون جزءًا من الاتحاد السوفيتي.
- 1952 - اغتيال مؤسس الاتحاد العام التونسي للشغل فرحات حشاد على يد عصابة اليد الحمراء.
- 1957 - الرئيس الإندونيسي أحمد سوكارنو يطالب بخروج جميع الهولنديين من بلاده.
- 1962 - الولايات المتحدة والاتحاد السوفيتي تتفقان على استخدام الفضاء الخارجي للأغراض السلمية.
- 1967 - وقوع مذبحة داك سون في فيتنام.
- 1977 - جبهة الصمود والتصدي تقرر تجميد العلاقات الدبلوماسيّة مع مصر رفضًا للمبادرة المصرية للسلام مع إسرائيل، وذلك في ختام أوّل قمة لها في العاصمة الليبية طرابلس الغرب.
- 1978 - الاتحاد السوفيتي وأفغانستان يوقعان اتفاقية تعاون وصداقة، وهو الاتفاق الذي مهد للسوفييت غزو أفغانستان.
- 1984 - إختطاف طائرة بوينغ 747 تابعة للخطوط الجوية الكويتية والخاطفون يتوجهون بها إلى إيران.
- 1989 - العراق يطلق صاروخ العابد من «قاعدة الأنبار الجوية» المتكون من ثلاث طبقات، وهو أول صاروخ فضائي عربي بمدى 2000 كيلومتر.
- 1996 - الرئيس الأمريكي بيل كلينتون يسمي مندوبة بلاده في الأمم المتحدة مادلين أولبرايت لتكون وزيرة للخارجية، لتصبح أول امرأة تتولى هذا المنصب في الولايات المتحدة.
- 2005 - زلزال عنيف يضرب «بحيره تنجانيقا» في إفريقيا ويسبب خسائر كبيرة في جمهورية الكونغو الديمقراطية.
- 2010 - منتخب الكويت لكرة القدم يحرز كأس بطولة الخليج العشرون المقامة في اليمن للمرة العاشرة في تاريخه بعد تغلبه على المنتخب السعودي بهدف مقابل لا شيء.
- 2013 - مسلحون يقتحمون مستشفى بمجمع وزارة الدفاع اليمنية مما أسفر عن مقتل 52 شخصًا، وإصابة 176 آخرين بجروح.
- 2014 - وكالة ناسا تُعلن نجاح اختبار الرحلة الأولى لِمركبة أوريون الفضائيَّة المُخصصة لِحمل الرُّوَّاد إلى ما بعد المدار الأرضي المُنخفض.
- 2015 - الفيضانات في جنوب الهند تتسبب في مقتل 300 شخص على الأقل وتُشرِّد حوالي 1.8 مليون آخرين.
- 2017 - اللجنة الأولمبية الدولية تعلن عن حظر المشاركة الروسية في الألعاب الأولمبية الشتوية 2018 على خلفية استعمال المنشطات في الألعاب الأولمبية الشتوية 2014.

## مواليد
- 1443 - البابا يوليوس الثاني، بابا الكنيسة الرومانية الكاثوليكية.
- 1782 - مارتن فان بيورين، رئيس الولايات المتحدة الثامن.
- 1863 - بول باينلوف، رئيس وزراء فرنسا.
- 1868 - أرنولد سومرفيلد، عالم فيزياء ألماني.
- 1876 - تشارلز أندرسون، عالم معادن أسترالي.
- 1890 - فريتز لانغ، مخرج سينمائي نمساوي.
- 1894 - شارل روبيرت سوارت، رئيس جنوب أفريقيا الأول.
- 1896 - كارل كوري، طبيب أمريكي حاصل على جائزة نوبل في الطب عام 1947.
- 1901 -
  - والت ديزني، منتج ومدير رسوم متحركة أمريكي ومؤسس شركة والت ديزني.
  - فيرنر هايزنبيرغ، عالم فيزياء ألماني حاصل على جائزة نوبل في الفيزياء عام 1932.
- 1902 - جيمس ستروم ثورموند، سياسي أمريكي.
- 1903 -
  - سيسل باول، عالم فيزياء بريطاني حاصل على جائزة نوبل في الفيزياء عام 1950.
  - يوهانس خيسترز، ممثل هولندي.
- 1927 - بوميبول أدولياديج، ملك تايلاند.
- 1931 - لاديسلاف نوفاك، لاعب ومدرب كرة قدم تشيكي.
- 1932 - شيلدون جلاشو، عالم فيزياء أمريكي حاصل على جائزة نوبل في الفيزياء عام 1979.
- 1934 - فايزة أحمد، مغنية مصرية.
- 1937 - سهير الباروني، ممثلة مصرية من أصل ليبي.
- 1946 - خوسيه كاريراس، مغني أوبرا إسباني.
- 1956 - كلاوس ألوفس، لاعب ومدرب كرة قدم ألماني.
- 1962 - تسنيو إيماهوري، ملحن ياباني.
- 1976 - إيمي أكر، ممثلة أمريكية.
- 1978 - مارسيلو زالايتا، لاعب كرة قدم أورغواني.
- 1979 -
  - ماتيو فيراري، لاعب كرة قدم إيطالي.
  - نيك ستال، ممثل أمريكي.
  - غاريث مكاولي، لاعب كرة قدم من أيرلندا الشمالية.
  - جيان فرانكو، عارض أزياء و ممثل من فنزويلا
- 1981 - جمال حمزة، لاعب كرة قدم مصري.
- 1984 - لورين لندن، ممثلة أمريكية.
- 1989 - إيمان فيصل، ممثلة كويتية.

## وفيات
- 1242 - المستنصر بالله، الخليفة العباسي في بغداد السادس والثلاثون.
- 1499 - أحمد بن عبية المقدسي، فقيه شافعي وقاضي وشاعر مقدسي.
- 1560 - الملك فرانسوا الثاني، ملك فرنسا.
- 1624 - غاسبار بوهان، عالم سويسري في علم النبات.
- 1717 - حسين آل نظمي، لغوي عراقي.
- 1791 - فولفغانغ أماديوس موتسارت، موسيقي نمساوي.
- 1867 فواديسواف ريمونت، أديب بولندي حاصل على جائزة نوبل في الأدب عام 1924.
- 1870 - ألكسندر دوما، روائي فرنسي.
- 1886 - حيدر الحلي، شاعر عراقي.
- 1891 - الإمبراطور بيدرو الثاني، إمبراطور إمبراطورية البرازيل.
- 1925 - فؤاد سليم، ضابط وثوري وكاتب لبناني.
- 1931 - كارل فسلي، عالم كتابات قديمة وعالم برديات نمساوي.
- 1952 - فرحات حشاد، مؤسس الاتحاد العام التونسي للشغل.
- 1965 - جوزف إيرلنغر، عالم فيزيولوجيا أمريكي حاصل على جائزة نوبل في الطب عام 1944.
- 1966 - طه القلعة لي، أديب وعالم وفقيه عراقي.
- 1989 - مسفر الحارثي، عسكري وشاعر سعودي.
- 2008 - البطريرك أليكسي الثاني، بطريرك موسكو وسائر روسيا ورأس الكنيسة الروسية الأرثوذكسية.
- 2011 - غينادي لوغوفيت، لاعب كرة قدم سوفيتي.
- 2012 -
  - البطريرك إغناطيوس الرابع هزيم، رجل دين مسيحي سوري، وبطريرك أنطاكية وسائر المشرق للروم الأرثوذكس.
  - أوسكار نيماير، معماري برازيلي.
- 2013 - نيلسون مانديلا، زعيم حركة مناهضة الفصل العنصري، ورئيس جنوب أفريقيا.
- 2016 - منى مرعشلي، مطربة لبنانية اشتهرت بلقب «أُم كُلثوم لُبنان».
- 2018 - عريان السيد خلف، شاعر شعبي عراقي.

## أعياد ومناسبات
- اليوم العالمي للتطوع.
- اليوم الوطني في تايلاند.
- يوم مثلث برمودا.

## وصلات خارجية
- وكالة الأنباء القطريَّة: حدث في مثل هذا اليوم.
- النيويورك تايمز: حدث في مثل هذا اليوم.
- BBC: حدث في مثل هذا اليوم.